# توربوی دوگانه

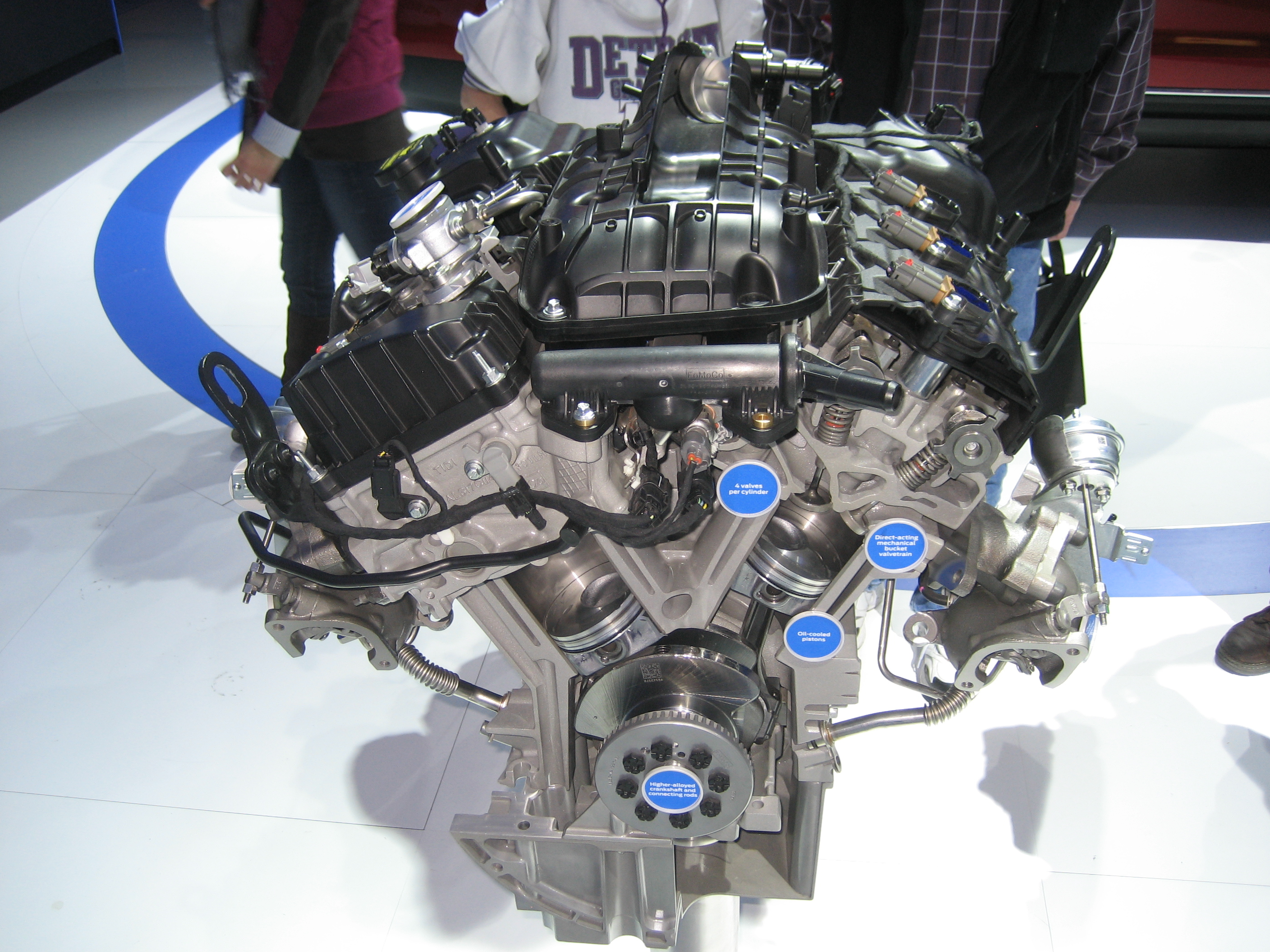
موتور ۳٫۵ لیتری اکوبوست فورد (توربوی دوگانه)

توربوی دوگانه، توربوشارژ دوقلو یا توئین توربو (انگلیسی: Twin-turbo) به موتور توربوشارژر درون سوزی اشاره دارد که در آن دو توربوشارژر موجود باشد. متداول‌ترین چیدمان‌های دو بردار مشابه در چیدمان‌های توربو موازی دیگر عبارتند از توربوشارژرهای دنباله‌ای که از آن در موتورهای دیزلی اتومبیل‌رانی استفاده می‌گردد. همچنین در بعضی موتور های مجهز به دو توربو، از دو سایز توربو استفاده میشود که توربوی کوچک در دور موتور های پایین و توربوی بزرگ در دور موتور های بالاتر وارد عمل می شود که این چرخه باعث می شود توربو از دور موتورهای پایین وارد مدار شده و راندمان موتور را افزایش دهد که اصطلاحا به این حالت بای توربو گفته میشود.